# Epicarin
Epicarin, 3-(2-hydroxi-1-naftylmetyl)salicylsyra,  är en kondensationsprodukt av kresotinsyra och naftol, vilken i regel förekommer i handeln i mindre rent tillstånd. Det är ett rödaktigt, kristallinskt pulver, som är lättlösligt i alkohol eller eter, men olösligt i vatten. Vid omkristallisering med hjälp av isättika får man det rena preparatet som färglösa, nålformade kristaller. En alkohollösning av epicarin färgas djupt blå av järnklorid.
Preparatet används i salvor eller lösningar som ett mycket verksamt medel mot parasitära hudsjukdomar hos djur, särskilt hundar. Det har använts under lång tid för behandling av olika hudsjukdomar som klåda och skabb.